# حدأة خطاف ذو المنقار
حدأة خطاف ذو المنقار (الاسم العلمي: Chondrohierax uncinatus)، هو طائر جارح من فصيلة بازية والتي تضم العديد من الطيور الجارحة النهارية الأخرى مثل الحدأة النسور والمرزات.
يتواجد في الأمريكتين، بما في ذلك وادي ريو غراندي في تكساس في الولايات المتحدة والمكسيك ومنطقة البحر الكاريبي وأمريكا الوسطى وأمريكا الجنوبية الاستوائية.

## الوصف
طائر جارح متوسط الحجم ونحيف ذو بطن مخطط دائمًا وذيل ذو نطاقات، حجم المنقار أكثر من أي نوع آخر من الطيور الجارحة النهارية.
العش مكون من العصي، يتم بناؤه من قبل كلا الجنسين. تضع الطائرة ذات المنقار الخطاف بيضتين إلى ثلاث بيضات ذات لون أبيض برتقالي ومميزة باللون البني المحمر. وتكون الحضانة من كلا الجنسين. تبقى الصغار شبه نصفية في العش لمدة 35-45 يومًا ويتم تغذيتها من كلا الجنسين. 